# Löhnhorst
Löhnhorst ist eine Ortschaft in der Gemeinde Schwanewede im Landkreis Osterholz in Niedersachsen. Zur Ortschaft gehört die Ortlage Hohehorst.

## Geografie
Der Ort liegt südöstlich der Ortschaft Schwanewede unweit der südlich verlaufenden Stadtgrenze zu Bremen-Vegesack im Kerngebiet der Bremer Schweiz.

## Geschichte
Löhnhorst ist ein altes Bauerndorf, das ab Mitte des 19. Jahrhunderts bis 1932 zum Landkreis Blumenthal gehörte. Erst 1882 erhielt die Gemeinde einen Straßenanschluss nach Burglesum und Schwanewede.
1869 wurde das Herrenhaus Hohehorst in der Bremer Schweiz auf dem „Gut Hohehorst“ im englischen Stil errichtet. Das nordöstliche Gut Karlhorst und davon nördliche Gut Heidhof gehörten ebenfalls zur Gesamtanlage.

## Politik

### Ortsrat
Der Ortsrat von Löhnhorst setzt sich aus einer Ratsfrau und sechs Ratsherren folgender Parteien zusammen:
- SPD: 3 Sitze
- CDU: 2 Sitze
- Grüne; 1 Sitz
- Wählergemeinschaft: 1 Sitz

(Stand: Kommunalwahl 2021)

### Ortsbürgermeister
Ortsbürgermeister ist Ulrich Ruback (SPD). Seine Stellvertreter sind Simon Kase (Grüne) und Michael Jürgens (SPD).

## Bildung
Löhnhorst hatte bereits 1782 eine eigene Schule in einem angemieteten Raum. Zwischen 1830 und 1835 wurde ein gemeindeeigenes Schulhaus gebaut, das jedoch schnell baufällig wurde. Der 1885 errichtete Neubau wurde bis zur Schließung der Schule genutzt. Das Gebäude wird nun von der Freiwilligen Feuerwehr Löhnhorst und als Dorfgemeinschaftshaus genutzt (Position). 1996 schlossen sich die von der Schließung bedrohten Grundschulen der Ortsteile Beckedorf und Löhnhorst zusammen und gründeten die Wiesenschule in Beckedorf. Zum Schulbezirk V der Gemeinde Schwanewede gehört neben Löhnhorst und Beckedorf (außer die Ortslagen Wölpsche und Schwankenfurth) auch der Ortsteil Leuchtenburg.

## Verkehr
Löhnhorst liegt zwischen der nordöstlich verlaufenden Bundesautobahn 27 und der südlich verlaufenden Bundesautobahn 270.

## Persönlichkeiten
Personen, die mit dem Ort in Verbindung stehen
- Karl Wastl (1889–1963), Politiker (KPD) und Gewerkschafter, er war Abgeordneter des Oldenburgischen Landtages, gestorben in Löhnhorst